# AIA 금메달

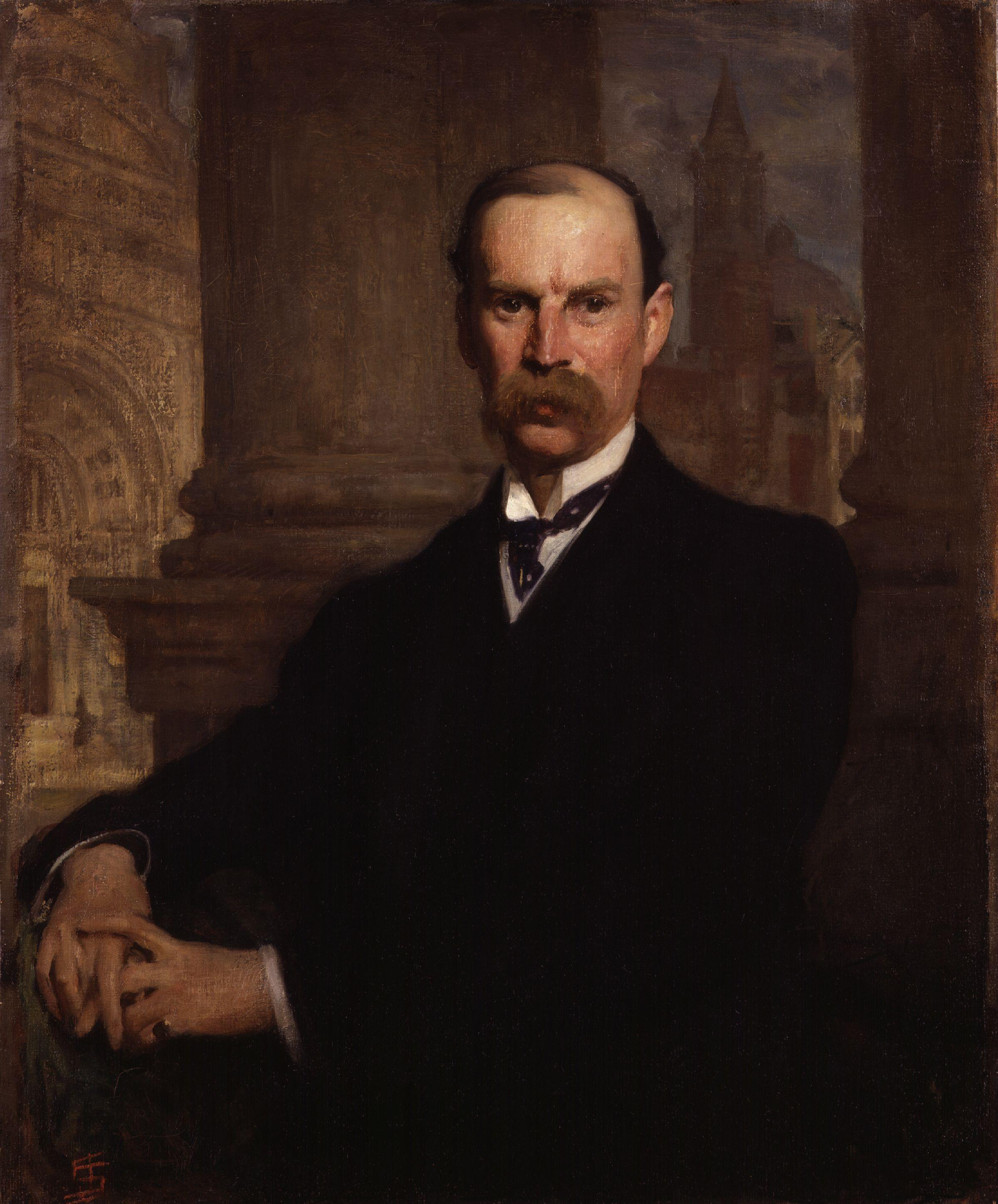
1907년, 첫 번째 AIA 금메달 수상자인 영국의 애스턴 웹 경(Sir Aston Webb)

AIA 금메달(영어: AIA Gold Medal)은 건축 이론과 운영에 지속적인 영향을 미친 중요한 업적을 인정하여 미국 건축가 협회(AIA)에서 수여하는 상이다.
협회에서 수여하는 최고의 상인 AIA 금메달은 1907년에 제정되었으며 1947년부터는 거의 매년 수여되었다.

## 수상자 목록
- 2024: David Lake and Ted Flato (미국)
- 2023: Carol Ross Barney (미국)[3][4]
- 2022: Angela Brooks and Lawrence Scarpa (미국)
- 2021: Edward Mazria (미국)[5][6]
- 2020: Marlon Blackwell (미국)[7][8]
- 2019: 리처드 로저스 (영국)
- 2018: James Stewart Polshek (미국)
- 2017: Paul Revere Williams (posthumous) (미국) (첫 번째 아프리카계 미국인 수상자)[9]
- 2016: 로버트 벤투리 and 데니스 스콧 브라운 (미국)
- 2015: Moshe Safdie (미국, 이스라엘, 캐나다)
- 2014: Julia Morgan (posthumous) (미국) (첫 번째 여성 수상자)[10]
- 2013: Thom Mayne (미국)
- 2012: Steven Holl (미국)
- 2011: 마키 후미히코 (일본)
- 2010: Peter Bohlin (미국)
- 2009: 글렌 머컷 (호주)
- 2008: 렌조 피아노 (이탈리아)
- 2007: Edward Larrabee Barnes (사후 수여) (미국)
- 2006: Antoine Predock (미국)
- 2005: 산티아고 칼라트라바 (스페인, 스위스)
- 2004: Samuel Mockbee (사후 수여) (미국)
- 2003: (시상 없음)
- 2002: 안도 다다오 (일본)
- 2001: Michael Graves (미국)
- 2000: Ricardo Legorreta (멕시코)
- 1999: 프랭크 게리 (캐나다-미국)
- 1998: (시상 없음)
- 1997: 리차드 마이어 (미국)
- 1996: (시상 없음)
- 1995: 시저 펠리 (아르헨티나)
- 1994: 노먼 포스터 (영국)
- 1993: 토머스 제퍼슨 (사후 수여) (미국)
- 1993: 케빈 로시 (미국)
- 1992: Benjamin C. Thompson (미국)
- 1991: Charles Willard Moore (미국)
- 1990: E. Fay Jones (미국)
- 1989: Joseph Esherick (미국)
- 1988: (시상 없음)
- 1987: (시상 없음)
- 1986: Arthur Charles Erickson (캐나다)
- 1985: William Wayne Caudill (posthumous) (미국)
- 1984: (시상 없음)
- 1983: Nathaniel Alexander Owings (미국)
- 1982: Romaldo Giurgola (이탈리아-미국)
- 1981: 주제프 류이스 세르트 (스페인)
- 1980: (시상 없음)
- 1979: I. M. 페이 (미국)
- 1978: 필립 존슨 (미국)
- 1977: 리처드 뉴트라 (사후 수여) (오스트리아-미국)
- 1976: (시상 없음)
- 1975: (시상 없음)
- 1974: (시상 없음)
- 1973: (시상 없음)
- 1972: Pietro Belluschi (이탈리아-미국)
- 1971: 루이스 칸 (미국)
- 1970: 버크민스터 풀러 (미국)
- 1969: William Wilson Wurster (미국)
- 1968: 마르셀 브로이어 (헝가리-미국)
- 1967: Wallace Kirkman Harrison (미국)
- 1966: 단게 겐조 (일본)
- 1965: (시상 없음)
- 1964: Pier Luigi Nervi (이탈리아)
- 1963: 알바르 알토 (핀란드)
- 1962: 에로 사리넨 (사후 수여) (핀란드-미국)
- 1961: 르 코르뷔지에 (스위스)
- 1960: 루트비히 미스 판 데어 로에 (독일-미국)
- 1959: 발터 그로피우스 (독일-미국)
- 1958: John Wellborn Root (사후 수여) (미국)
- 1957: Ralph Walker (미국) (100주년 명예훈장 수상)
- 1957: Louis Skidmore (미국)
- 1956: Clarence S. Stein (미국)
- 1955: William Marinus Dudok (네덜란드)
- 1954: (시상 없음)
- 1953: William Adams Delano (미국)
- 1952: 오귀스트 페레 (프랑스)
- 1951: Bernard Ralph Maybeck (미국)
- 1950: Sir Patrick Abercrombie (영국)
- 1949: 프랭크 로이드 라이트 (미국)
- 1948: Charles Donagh Maginnis
- 1947: 엘리엘 사리넨 (핀란드-미국)
- 1944: 루이스 설리번 (사후 수여) (미국)
- 1938: Paul Philippe Cret (프랑스-미국)
- 1933: Ragnar Östberg  (스웨덴)
- 1929: Milton Bennett Medary (미국)
- 1927: Howard Van Doren Shaw (미국)
- 1925: 에드윈 루티언스 (영국)
- 1925: Bertram Grosvenor Goodhue (미국)
- 1923: Henry Bacon (미국)
- 1922: 빅토르 랄루  (프랑스)
- 1920: Egerton Swartwout (미국)
- 1914: Jean-Louis Pascal (프랑스)
- 1911: George Browne Post  (미국)
- 1909: Charles Follen McKim (사후 수여)  (미국)
- 1907: 애스턴 웹 경 (영국) (첫 번째 남성 수상자)